# 正田文右衛門 (3代)
三代 正田 文右衛門（さんだい しょうだ ぶんえもん、1818年8月3日〈文政元年7月2日〉 - 1895年〈明治28年〉3月26日）は、群馬県館林の商人（米穀商、質屋）、醤油醸造家。正田醤油の基礎を作った。幼名藤十郎、家督を継ぐと、先代文右衛門を襲名し、隠居後更に文七と改めた。実業家の正田貞一郎は孫。上皇后美智子は玄孫にあたる。

## 生涯
館林で生まれた。祖父の業を継ぎ米穀商を営み、その傍らで質屋も家業とした。17歳のころより盛んに販路を江戸へ拡張し、常に高瀬舟数十隻を利根川・渡良瀬川の両川に浮かべ、大量取引に役だてた。とくに東国での大麦の評判は高く、「本館麦」として世間にその名が広まった。
また、海路遠く大阪までその影響力が及んで、当時、道頓堀において「上州米文」の名でよく相場の変動が左右された。また、中央商人と地方商人とのために為替業を営み、その取引を円滑にした。1870年2月、孫の貞一郎が横浜で誕生した。
1873年、米穀業を廃して醤油醸造業を始めた。今日の正田醤油の基礎を作った。1895年3月26日、病のため没した。石町、常光寺に葬られた。遺言により山積する流質物を質入主に無償で返した。石町常光寺の文右衛門の墓石に蘭舟高橋濟撰文の墓誌銘があり、全文約二百三十字より成る。

## 人物

### 人柄
平素から仕事に励み、倹約であり、京阪へ行くにも絹布をまとわなかった。父母にも孝行を尽くし、母が目の病を患ったときは、端午の節句で来客が多いときであったが、上州藤岡に名医がいると聞けば、徹夜して母を連れて行って治療させ、失明の難を逃れたこともあった。
業務の余暇に、将棋をたしなんだ。28歳のときに二段になるほどの腕前だった。しかし業務の妨害になると思い、これをやめてしまった。
住所は館林目車町（現・館林市栄町）。

### 交流
文右衛門は1873年、醤油醸造業を始めた。文右衛門は千葉県野田の二代茂木房五郎と昵懇であったので、創業に当たりその指導を受けた。醤油醸造技術の図面の巻物が正田醤油に秘蔵してあるが、巻頭に房五郎の長男初代茂木啓三郎の序文が記されている。それによると、

## 家族・親族
正田家
- 父・二代文右衛門
- 長男・四代文右衛門（前名・兼太郎）
- 次男・作次郎[2]（1846年 - 1871年、貞一郎の父、第126代天皇や秋篠宮文仁皇嗣の高祖父） - 結婚後間もなく横浜へ出て外国米の輸入等の商売をしていた作次郎は1871年5月に風邪がもとで26歳で急逝。
- 三男
- 娘
- 孫
  - 五代文右衛門（1858年 - 1941年、前名・唯一郎、群馬平民、醤油製造業）[3]
  - 貞一郎[2][3]（1870年 - 1961年、上皇后美智子の祖父、貞一郎の妻きぬは五代文右衛門の長女[3]）
- 曾孫・六代文右衛門（1890年 - 1973年、前名・敏一郎）